# Get to Know Your Rabbit
Pour plus de détails, voir Fiche technique et Distribution.
Get to Know Your Rabbit est un film américain réalisé par Brian De Palma et sorti en 1972. Premier film pour un grand studio du réalisateur, c'est l'occasion pour lui de diriger Orson Welles. Néanmoins le tournage est très dur pour De Palma qui est renvoyé par la Warner et se sentira douloureusement dépossédé de son film.

## Synopsis
Donald Beeman, un homme d'affaires dans le tourment, rencontre un magicien, M. Delasandro, afin d'apprendre ses techniques.

## Fiche technique
Sauf indication contraire, les informations mentionnées dans cette section peuvent être confirmées par la base de données cinématographiques IMDb,  présente dans la section « Liens externes ».
- Titre en français : Attention au lapin (si ce titre en français apparaît sur certains sites internet, il semble n'avoir jamais été utilisé lors de l'exploitation du film.)
- Titre original : Get to Know Your Rabbit
- Réalisation : Brian De Palma
- Scénario : Jordan Crittenden
- Musique : Jack Elliott et Allyn Ferguson
- Photographie : John A. Alonzo
- Montage : Peter Colbert et Frank J. Urioste
- Production : Paul Gaer et Steven Bernhardt
  - Producteur délégué : Peter Nelson
  - Producteur associé : Robert Birnbaum
- Société de production : Acrobatic Motion Works West
- Distribution : Warner Bros.
- Pays de production :  États-Unis
- Durée : 91 minutes
- Genre : comédie
- Format : couleur (Technicolor) - 1.85:1 - 35 mm - son monophonique
- Dates de sortie [1]:
  - États-Unis : juin 1972 (sortie limitée)
  - New York : 19 septembre 1973

## Distribution
- Tom Smothers (en) : Donald Beeman
- John Astin : M. Turnbull
- Katharine Ross : Terrific-Looking Girl
- Orson Welles : M. Delasandro
- Susanne Zenor : Paula
- Samantha Jones : Susan
- Allen Garfield : Vic
- Charles Lane : M. Beeman
- M. Emmet Walsh : M. Wendel
- Timothy Carey : le policier

## Production

### Genèse et développement
Grâce au succès de Greetings (1968), Brian De Palma est engagé par la Warner Bros. pour réaliser une autre comédie, son premier film avec un grand studio. Il quitte alors New York pour découvrir Hollywood. Le scénario est une commande visant à lancer la carrière d'acteur de cinéma de Tom Smothers (en), une célébrité de la télévision. Il a formé avec son frère le duo comique des Smothers Brothers qui a animé une émission comique et polémique sur CBS.
Avec ce film, Brian De Palma souhaite parler de la manière dont le capitalisme récupère et neutralise les forces qui cherchent à le contester : un homme quitte son entreprise pour devenir magicien et vivre une vie d'artiste mais il a tellement de succès que tout le monde se met à s'habiller comme lui et à adopter son mode de vie.
Brian De Palma souhaite, pour le rôle du magicien, engager Orson Welles pour qui il a une immense admiration. Mais il doit se battre contre le studio qui lui préfère Gig Young, récemment oscarisé pour son rôle dans On achève bien les chevaux. Le réalisateur finit par contacter Welles lui-même « au grand mécontentement de tout le monde ».

### Tournage et montage
Le tournage se passe très mal pour Brian De Palma car, venant du cinéma indépendant, il est peu préparé au contrôle qu'a l'habitude d'exercer un grand studio tel que la Warner sur la fabrication d'un film. Il entre en désaccord avec le scénariste Jonathan Crittenden sur la caractérisation du personnage principal : Brian De Palma souhaite pour lui une « personnalité plus marquée ». Néanmoins, la rencontre avec Orson Welles est idéale : bien que Welles ait accepté le film par besoin d'argent, il se montre agréable avec ses partenaires. En revanche, Tom Smothers, en procès avec CBS qui l'a renvoyé pour avoir eu dans son show un invité trop politiquement incorrect, est, selon De Palma, instable. Peu à peu, il ne s'entend plus avec personne sur le plateau et disparaît pendant plusieurs jours sans prévenir. Beaucoup de scènes avec lui sont ratées, Brian De Palma souhaite les retourner mais le studio s'y oppose. De son côté, Tom Smothers n'aime pas la mise en scène du réalisateur et le fait savoir à la production, qui prend son avis en compte : c'est une célébrité alors que Brian De Palma est alors beaucoup moins connu. La Warner semble n'aimer ni le film ni les propositions du réalisateur pour l'améliorer. Elle fait tourner certaines séquences par un autre réalisateur. Deux semaines après une soirée où Brian De Palma s'est moqué de Ted Ashley (en) qui dirige la Warner, il est renvoyé.

## Accueil et impact sur Brian De Palma
La sortie du film est un « fiasco. » Elle est retardée de deux ans par rapport à son tournage : Tom Smothers, n'aimant toujours pas le film, fait pression sur la Warner pour qu'il ne sorte pas : tourné en 1970, il n'est exploité en salles qu'à l'été 1972, en même temps qu'un autre film dont le retentissement est supérieur. Néanmoins, le critique du New York Times Vincent Canby écrit un long article sur le film où il affirme qu'un jour, Brian De Palma « réalisera une comédie de premier ordre ».
Brian De Palma ne voit le film terminé qu'à sa sortie comme n'importe quel spectateur. Il raconte, en 2000, avoir été dévasté par ce qui s'est passé : « On m'a pris mon film, on l'a remonté et on l'a tout simplement fini sans moi. J'ai été viré, c'est aussi simple que ça ». Cette expérience traumatisante où il se sent manipulé fait naître en lui la décision de ne plus jamais laisser quiconque prendre le contrôle sur son œuvre. C'est à partir de cette dépossession de son œuvre que naît son film Phantom of the Paradise, sorti en 1974.